# Halalaimus curvicaudatus
Halalaimus curvicaudatus is een rondwormensoort uit de familie van de Oxystominidae. De wetenschappelijke naam van de soort is voor het eerst geldig gepubliceerd in 1974 door Juario.